# DWB (motorfiets)
DWB is een historisch motorfietsmerk.
DWB stond voor: Dorko-Werke, Abt. Motorenbau, Bamberg.
Dit was een Duits merk dat na het faillissement van Juhö de productierechten van de Juhö-195 cc zijkleppers opkocht en in 1925 ook een eigen 269 cc tweetakt maakte.